# Michail Jelgin
Michail Jelgin (rusky Михаил Елгин; narozen 14. října v Petrohradu) je ruský profesionální tenista, který se zaměřuje především na čtyřhru.
Ve své dosavadní kariéře získal ve čtyřhře jeden titul na okruhu ATP World Tour. Na žebříčku byl nejvýše klasifikován na 123. místě ve dvouhře a na 54. místě ve čtyřhře.

## Kariéra
Na začátku své kariéry hrál nejčastěji po boku svého krajana Alexandra Kudrjavceva, s kterým také vyhrál 17. titulů na okruhu ATP Challenger Tour. V roce 2011 se dostali i do finále turnaje kategorie ATP World Tour 250 v Petrohradu, kde ve finále podlehli britské dvojici Colin Fleming a Ross Hutchins po třísetové bitvě 3–6, 7–6(5) a [8–10].
Největších úspěchů ale dosáhl s  Uzbekem Denisem Istominem. V roce 2012 zaznamenali první úspěšnější vystoupení na grandslamu, když se na French Open dostali do 3. kola. Svoji spolupráci korunovali o rok později triumfem na Kremlin Cupu, kde ve finále zdolali anglickou bratrskou dvojici Kena a Neala Skupské.

## Finálové účasti na turnajích ATP Tour
| Legenda                           |
| D – dvouhra; Č – čtyřhra          |
| Grand Slam (0–0)                  |
| ATP World Tour Finals (0–0)       |
| ATP World Tour Masters 1000 (0–0) |
| ATP World Tour 500 (0–0)          |
| ATP World Tour 250 (1–2 Č)        |

| Tituly dle povrchu |
| ------------------ |
| tvrdý (1–2 Č)      |
| tráva (0–0)        |
| antuka (0–0)       |
| koberec (0–0)      |

### Čtyřhra: 3 (1–2)
| Stav      | Č. | Datum          | Turnaj            | Povrch    | Partner             | Soupeř ve finále            | Výsledek finále       |
| --------- | -- | -------------- | ----------------- | --------- | ------------------- | --------------------------- | --------------------- |
| Finalista | 1. | 30. října 2011 | Petrohrad, Rusko  | tvrdý     | Alexandr Kudrjavcev | Colin Fleming Ross Hutchins | 3–6, 7–6(7–5), [8–10] |
| Vítěz     | 1. | 19. října 2013 | Moskva, Rusko     | tvrdý (h) | Denis Istomin       | Ken Skupski Neal Skupski    | 6–2, 1–6, [14–12]     |
| Finalista | 2. | 23. února 2014 | Delray Beach, USA | tvrdý     | František Čermák    | Bob Bryan Mike Bryan        | 2-6, 3–6              |

## Postavení na žebříčku ATP na konci roku

### Dvouhra
| Rok    | 1998   | 1999     | 2000     | 2001   | 2002   | 2003   | 2004   | 2005     | 2006   | 2007   | 2008   | 2009   | 2010   | 2011   | 2012 | 2013   |
| Pořadí | 1 211. | ▲ 1 155. | ▲ 1 027. | ▲ 317. | ▲ 303. | ▼ 582. | ▼ 747. | ▼ 1 208. | ▲ 595. | ▲ 211. | ▲ 149. | ▼ 397. | ▲ 325. | ▼ 479. | ▼ –  | ▲ 959. |

### Čtyřhra
| Rok    | 1998 | 1999   | 2000   | 2001   | 2002   | 2003   | 2004   | 2005   | 2006   | 2007   | 2008   | 2009   | 2010   | 2011  | 2012  | 2013  |
| Pořadí | –    | ▲ 793. | ▲ 733. | ▲ 240. | ▲ 192. | ▼ 227. | ▼ 520. | ▼ 649. | ▲ 390. | ▲ 174. | ▲ 107. | ▼ 113. | ▬ 113. | ▲ 73. | ▲ 55. | ▼ 76. |